# Bartłomiej Topa
Bartłomiej Filip Topa (ur. 26 maja 1967 w Nowym Targu) – polski aktor filmowy i teatralny, producent filmowy.

## Życiorys

### Młodość
Absolwent technikum weterynaryjnego. W 1991 ukończył studia na Wydziale Aktorskim w Państwowej Wyższej Szkole Filmowej, Telewizyjnej i Teatralnej im. Leona Schillera w Łodzi.

### Kariera aktorska
27 października 2016 otrzymał Złotego Szczeniaka za najlepszą kreację aktorską na 5. Festiwalu Aktorstwa Filmowego im. Tadeusza Szymkowa we Wrocławiu.

### Działalność pozaaktorska
Jest współzałożycielem firmy producenckiej Film IT a także współwłaścicielem firmy Terafood oraz marki Kurkumik.
Był ambasadorem Mistrzostw Polski w triathlonie na dystansie długim Herbalife Susz Triathlon.
Został bohaterem kampanii społecznej Fundacja SYNAPSIS zwiększającą świadomość o autyzmie (2012) i Stowarzyszenia Happy Evolution Back to the Roots (2015).

## Życie prywatne
Jego brat Wojciech jest skrzypkiem, muzykiem zespołu Zakopower. Ma także starszą siostrę Barbarę.
Był mężem malarki Agaty Rogalskiej, z którą miał dwóch synów: Antoniego i Kajetan, który zmarły w wieku siedmiu miesięcy. W 2007 związał się z aktorką Magdaleną Popławską, z którą rozstał się w 2013. Jest związany z Gabrielą Mierzwiak, z którą ma dwie córki bliźniaczki Jagodę i Malinę (ur. 2021).
Jest wegetarianinem.

## Filmografia
- Zakład (1990) jako Andrzej Matłak
- Listopad (1992) jako Piotr
- Trzy kolory. Biały (1993) jako Jacek, pracownik firmy Karola
- Taranthriller (1993) jako Piotr
- Balanga (1993) jako mąż kobiety z wózkiem i muszlą klozetową
- Pożegnanie z Marią (1993) jako Apoloniusz
- Wynajmę pokój... (1993) jako policjant
- Kraj świata (1993) jako mężczyzna alienujący się z łańcucha (niewymieniony w czołówce)
- Pokój Anny (1994) jako Marek
- Polska śmierć (1994) jako dziennikarz w tv
- Wrony (1994) jako policjant
- Szczur (1994) jako mieszkaniec podziemia
- Tatort (1994)
- Prowokator (1995) jako Adam Tański
- Wezwanie (1996) jako sanitariusz Zbigniew Banasik
- Berlin (Postcard from Berlin, 1996) jako Pierre
- Ekstradycja 3 (1998) jako marszand sprzedający Tuwarze obraz Malczewskiego (odc. 5)
- Billboard (1998) jako kelner
- Demony wojny według Goi (1998) jako Max
- Złotopolscy (1999–2006) jako Zenek Pereszczako
- Prawo ojca (1999) jako lekarz
- Na plebanii w Wyszkowie 1920 (1999) jako ksiądz
- Stacja (2001) jako Grelak, policjant
- Na dobre i na złe (2002) jako Zygmunt Kwiatkowski, mąż Małgorzaty (odc. 127)
- Zróbmy sobie wnuka (2003) jako Kawa
- Biała sukienka (2003) jako kościelny
- Xero (2003)
- Wesele (2004) jako Janusz, pan młody
- Stacyjka (2004) jako Winicjusz Misiak
- Magiczne drzewo (2005) jako Lupus (odc. 5)
- Wieża (2006) jako Toksyk
- Królowie śródmieścia (2006) jako Janek, szef agencji modelek (odc. 6)
- Pitbull (2007) jako Karol Łania (odc. 10)
- Ekipa (2007) jako nadkomisarz Barański, naczelnik Wydziału Porządku Publicznego Komendy Głównej Policji (odc. 3-4)
- Trzeci oficer (2008) jako Jerzy Sent (odc. 1-11)
- Na Wspólnej (2008) jako Lech Radecki
- Hela w opałach (2008) jako magister (odc. 56)
- Boisko bezdomnych (2008) jako górnik
- Agentki (2008) jako Alfred Knapik (prywatny detektyw)
- Do wesela się zagoi (2009) jako krawiec Nożyczki
- Piksele (2009) jako posterunkowy
- Dom zły (2009) jako porucznik Mróz
- Idealny facet dla mojej dziewczyny (2009) jako Strażnik w tv
- Hel (2009) jako pacjent Radek
- 39 i pół (2009) jako Sprzedawca samochodów (odc. 14)
- Trick (2010) jako Szuler
- Usta usta (2010) jako Mateusz (odc. 15 i 17)
- Ratownicy (2010) jako Pycior (odc. 2)
- Szpilki na Giewoncie (2010–2011) jako Niedźwiedź Janek Duda-Grosz (odc. 2-13, 14-36 i 38-39)
- Prosta historia o miłości (2010) jako reżyser Patryk Berger
- Ojciec Mateusz (2010) jako fotografik Tomasz Duszyński (odc. 33)
- Czas honoru (2010) jako sędzia bokserski (odc. 34 i 36)
- Nie ten człowiek (2010) jako Zwolennik stu metrów
- Maraton tańca (2010) jako Bolesław, ojciec Moniki
- Kret (2010) jako szef związku
- Wyjazd integracyjny (2011) jako Krzysztof Dąbal
- W imieniu diabła (2011) jako Zakrystian
- Sztos 2 (2011) jako Ludwik
- Układ warszawski (2011) jako Zbigniew Sikorek (odc. 1, 4, 6-9, 11 i 13)
- Proste pragnienia (2011) jako Zbyszek
- Głęboka woda (2011) jako Jacek Wrzesiński (odc. 3-4)
- Prawo Agaty (2012) jako prawnik Prospectrum (odc. 15)
- Trick (2012) jako Szuler
- Paradoks (2012) jako Mietek, brat Marii Zawadowej (odc. 10)
- Mój biegun (2013) jako Bogdan Mela
- Drogówka (2013) jako sierżant sztabowy Ryszard Król
- Wspomnienie poprzedniego lata (2013) jako Stefan, ojciec Basi
- Komisarz Alex (2014) jako Marek Pokorski (odc. 68)
- Wataha (2014) jako Adam Grzywaczewski Grzywa (odc. 1-6)
- Polskie gówno (2014) jako reżyser show Polwsadu
- Pod Mocnym Aniołem (2014) jako policjant
- Obietnica (2014) jako Majchert, ojciec Janka
- Letnie przesilenie (2014) jako Leon
- Kebab i Horoskop (2014) jako Kebab
- Krew z krwi (2014-2015) jako Jan Wolski
- Karbala (2015) jako kapitan Kalicki
- Obce niebo (2015) jako Marek Zieliński
- Król życia (2015) jako Zdzisław Kapsel
- Sługi boże (2016) jako komisarz Warski
- Po prostu przyjaźń (2016) jako Patryk
- Druga szansa (2016-2018) jako Adam Swensson
- Ultraviolet (2017) jako Waldemar Kraszewski (odc. 1-5 i 7-10)
- Pod powierzchnią (2018–2019) jako Bartosz Gajewski
- Kler (2018) jako Ksiądz Leman
- Dziura w głowie (2018) jako aktor
- Pan T. (2019) jako znany aktor
- Żelazny most (2019) jako Kacper
- Król (2020) jako Litwińczuk, sekretarz Sławoj-Składkowskiego
- Bartkowiak (2021) jako Rafał Kołodziejczyk
- Skazana (2021) jako Piotr Serafin, przyjaciel Alicji
- Orlęta. Grodno ’39 (2022) jako plutonowy Greń
- 1670 (2023) jako Jan Paweł Adamczewski

### Dubbing
- Pamiętnik księżniczki 2: Królewskie zaręczyny (The Princess Diaries 2: Royal Engagement, 2004) jako Andrew
- Lucky Luke (Les Dalton, 2004) jako Averell Dalton
- Czerwony traktorek (2004–2005) jako Wiktor
- Garbi: super bryka (Herbie: Fully Loaded, 2005) jako Kevin
- Karol. Papież, który pozostał człowiekiem (Karol, un Papa rimasto uomo, 2006) jako Vadim Belijaev
- Janosik. Prawdziwa historia (2009) jako Tomasz Uhorczyk (rola Ivana Martinki)
- Janosik. Prawdziwa historia (2009) jako Tomasz Uhorczyk
- Alicja w Krainie Czarów (Alice in Wonderland, 2010) jako Skazeusz
- Iron Man 3 (2013) jako Aldrich Killian
- Czarownica (Maleficent, 2014) jako Stefan
- Łotr 1. Gwiezdne wojny – historie (Rogue One: A Star Wars Story, 2016) jako Chirrut Îmwe

## Role teatralne
- Klub kawalerów (PWSFTViT Łódź, 1990) jako Nieśmiałowski[13]
- Ryszard III (PWSFTViT Łódź, 1991) jako król Edward IV[14]
- Koza albo kim jest Sylwia? (OCH – Teatr Warszawa, 2010) jako Ross[15]
- Wyspy (Nowy Teatr Warszawa, 2011)[16]

## Nagrody

### Nagrody za filmWesele
- 2004: Festiwal Młodego Kina Wschodnioeuropejskiego Cottbus – Wyróżnienie
- 2004: Festiwal Polskich Filmów Fabularnych – nagroda Stowarzyszenia Filmowców Polskich za twórcze przedstawienie współczesności
- 2004: Festiwal Polskich Filmów Fabularnych – Nagroda Specjalna Jury
- 2004: Festiwal Polskich Filmów Fabularnych – nagroda Rady Programowej TVP
- 2004: Festiwal Polskich Filmów Fabularnych – nagroda Prezesa Zarządu Telewizji Polskiej
- 2004: Festiwal Filmów Locarno – wyróżnienie jury młodzieżowego.
- 2005: Festiwal Filmów Karlovy Vary – Wyróżnienie Specjalne Jury Konkursu „East od The West”
- 2005: Festiwal Filmów Komediowych Lubomierz – Złoty Granat
- Orzeł 2005 Polskiej Akademii Filmowej w kategorii: najlepszy film
- Orzeł 2005 Polskiej Akademii Filmowej – Nagroda Publiczności
- 2005: Festiwal Lato Filmów – Wyróżnienie za Najlepszym Scenariuszem
- 2005: Festiwal Lato Filmów – Nagroda Dziennikarzy

### Nagrody teatralne
- 1991: Nagroda za role Edwarda IV i hrabiego Richmonda w przedstawieniu Ryszard III Shakespeare’a na IX Ogólnopolskim Przedstawieniu Spektakli Dyplomowych Szkół Teatralnych w Łodzi

### Inne
- 2019: Medal za Szczególne Zasługi dla Nowego Targu[17]